# ポリオ後症候群
ポリオ後症候群（ポリオごしょうこうぐん）とは、ポストポリオ症候群（Post-Polio Syndrome、PPS）とも呼ばれ、ポリオ（小児まひ）にかかったことのある人が、数十年後に突然、疲労、痛み、筋力低下などの症状を呈する症候群である。